# Teucholabis nigerrima
Teucholabis nigerrima är en tvåvingeart som beskrevs av Edwards 1916. Teucholabis nigerrima ingår i släktet Teucholabis och familjen småharkrankar.
Artens utbredningsområde är Taiwan. Inga underarter finns listade i Catalogue of Life.